# Hans Ulrich Instinsky

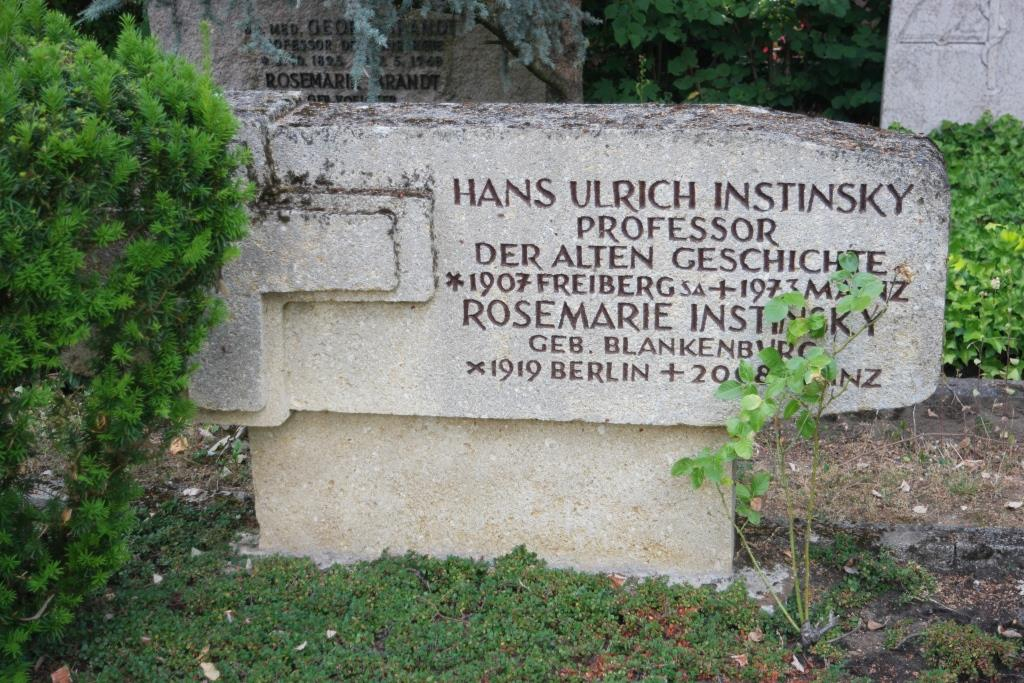
Grab von Hans Ulrich Instinsky auf dem Hauptfriedhof in Mainz

Hans Ulrich Instinsky (* 16. März 1907 in Freiberg in Sachsen; † 30. Juni 1973 in Mainz) war ein deutscher Althistoriker.
Auf dem humanistischen Gymnasium wurde Hans Ulrich Instinsky von Karl Buchheim maßgeblich geprägt. Nach dem Abitur in Freiberg im Jahr 1926 studierte er für drei Semester Geschichte, Klassische Philologie und Germanistik an der Universität München. Doch unter dem Einfluss von Helmut Berve entschied er sich für die Alte Geschichte und ging 1927, als Berve nach Leipzig berufen wurde, mit ihm dorthin. In Leipzig studierte er zwei Semester Klassische Philologie und Klassische Archäologie. Anschließend folgten weitere sechs Semester an der Universität Freiburg und die dortige Promotion im Jahr 1931 bei Walther Kolbe mit der Arbeit Die Abfassungszeit der Schrift vom Staate der Athener. Eine geplante akademische Laufbahn brach er wegen der ausbrechenden Weltwirtschaftskrise zunächst ab und arbeitete fünf Jahre als Journalist.
Im Jahr 1936 übernahm Instinsky als wissenschaftlicher Hilfsarbeiter an der Berliner Akademie der Wissenschaften die Herausgabe der römischen Meilensteininschriften für das Corpus Inscriptionum Latinarum. Seine aus dem christlichen Glauben resultierende Ablehnung des Nationalsozialismus behinderte dabei seine akademische Laufbahn. Krankheitsbedingt musste er nur für kurze Zeit Wehrdienst leisten. Instinskys Habilitation an der Friedrich-Wilhelms-Universität Berlin wurde anschließend von Wilhelm Weber, einem überzeugten Nationalsozialisten, verhindert; stattdessen habilitierte er sich 1942 in Frankfurt am Main durch Fürsprache von Matthias Gelzer mit dem Thema Kaiser und Ewigkeit und hielt seine Probevorlesung durch Vermittlung seines Studienfreundes Hans Schaefer im März 1943 in Heidelberg. Die Berliner Philosophische Fakultät lehnte es jedoch weiterhin ab, ihm die venia legendi zu verleihen. Stattdessen übernahm Instinsky 1943 auf Vermittlung Bruno Snells eine Lehrstuhlvertretung in Hamburg. Im selben Jahr lehnte er es gemeinsam mit Herbert Nesselhauf ab, anstelle der als Juden im Sinne der Nürnberger Rassegesetze geltenden und daher entlassenen Arthur Stein und Edmund Groag als Herausgeber des dritten Bandes der Neuauflage der Prosopographia Imperii Romani genannt zu werden. Instinsky erhielt im Februar 1945 eine Dozentur in Hamburg und blieb dort bis 1948 tätig. In diesem Jahr nahm er den Ruf auf eine Professur für Alte Geschichte an der Universität Mainz an. Berufungen nach Würzburg, Berlin und Bochum lehnte er in den Folgejahren ab. Seit 1969 war Instinsky ordentliches Mitglied der Mainzer Akademie der Wissenschaften und der Literatur.
Er veröffentlichte über 150 Titel. Die Schwerpunkte seiner Arbeit waren der frühe Hellenismus, die römische Prinzipatszeit und die Spätantike. Instinsky setzte sich in seinen Werken und Forschungen intensiv mit der heidnischen Antike und dem aufkommenden Christentum auseinander. Er war auch auf epigraphischem und numismatischem Gebiet tätig.
Instinsky war verheiratet; aus der Ehe gingen sechs Kinder hervor. Er starb im Juni 1973 an Herzversagen.

## Schriften (Auswahl)
- Der spätrömische Silberschatzfund von Kaiseraugst (= Akademie der Wissenschaften und der Literatur. Abhandlungen der Geistes- und Sozialwissenschaftlichen Klasse. Jg. 1971, Nr. 5, ISSN 0002-2977). Verlag der Akademie der Wissenschaften und der Literatur u. a., Mainz u. a. 1971.
- Formalien im Briefwechsel des Plinius mit Kaiser Trajan (= Akademie der Wissenschaften und der Literatur. Abhandlungen der Geistes- und Sozialwissenschaftlichen Klasse. Jg. 1969, Nr. 12). Verlag der Akademie der Wissenschaften und der Literatur u. a., Mainz u. a. 1969.
- Marcus Aurelius Prosenes – Freigelassener und Christ am Kaiserhof (= Akademie der Wissenschaften und der Literatur. Abhandlungen der Geistes- und Sozialwissenschaftlichen Klasse. Jg. 1964, Nr. 3). Verlag der Akademie der Wissenschaften und der Literatur u. a., Mainz/Wiesbaden 1964.
- Die alte Kirche und das Heil des Staates. Kösel, München 1963.
- Die Siegel des Kaisers Augustus. Ein Kapitel zur Geschichte und Symbolik des antiken Herrschersiegels (= Deutsche Beiträge zur Altertumswissenschaft. Bd. 16, ZDB-ID 525848-0). Grimm, Baden-Baden 1962.
- Das Jahr der Geburt Christi. Eine geschichtswissenschaftliche Studie. Kösel, München 1957.
- Bischofsstuhl und Kaiserthron. Kösel, München 1955.
- Sicherheit als politisches Problem des römischen Kaisertums (= Deutsche Beiträge zur Altertumswissenschaft. Bd. 3). Verlag für Kunst und Wissenschaft, Baden-Baden 1952.
- Alexander der Große am Hellespont. Küpper, Godesberg 1949.
- Kaiser und Ewigkeit. In: Hermes. Bd. 27, H. 3/4, 1942, S. 313–355 (zugl.: Frankfurt am Main, Universität, Habilitations-Schrift, 1942).
- Die Abfassungszeit der Schrift vom Staate der Athener. Mauckisch, Freiberg in Sachsen 1933 (zugl.: Freiburg (Breisgau), Universität, Dissertation, 1931).